# يونيو 2018
يونيو 2018 هو الشهر السادس من عام 2018. بدأ الشهر يوم الجمعة، وانتهى يوم السبت بعد 30 يومًا.

## بوابة:أحداث جارية
| \| 1 يونيو 2018 (الجمعة) \| عدل \| تاريخ \| راقب \| تصفح \| |     |       |      |      |
| - الولايات المتحدة الأمريكية تُدرج رسميّاً هيئة تحرير الشام على قائمة الإرهاب لديها وتُؤكد على أن جبهة النصرة كانت قد غيرت اسمها للهيئة كوسيلة لتعزيز موقعها ولتحقيق المزيد من أهداف تنظيم القاعدة. - مجموعة العمل من أجل فلسطيني سوريا تُؤكد على توثيق مقتل 3765 لاجئا فلسطينيا على الأقل خلال الحرب في سوريا. - استشهاد المسعفة الفلسطينية رزان النجار على يد جيش الاحتلال الإسرائيلي خلال إسعافها للمصابين في مسيرات العودة الكبرى - الكويت وبوليفيا وروسيا يُصوتون ضد مشروع قرار أميركي لإدانة الفلسطينيين في مجلس الأمن مع امتناع 11 دولة عن التصويت. - واشنطن تستخدم الفيتو ضد مشروع قرار كويتي في مجلس الأمن يُطالب بتأمين حماية دولية للشعب الفلسطيني. - سيول وبيونغ يانغ تتفقان على إجراء محادثات عسكرية في 14حزيران/يونيو. - الحكومة الأردنية توقف قرار رفع أسعار المحروقات بإيعاز من الملك. - بيدرو سانشيز رئيساً للحكومة الإسبانية بعد سحب الثقة من حكومة ماريانو راخوي. - الجمعية الوطنية في بوركينا فاسو تُصوت من أجل إلغاء عقوبة الإعدام. |     |       |      |      |
| 1 يونيو 2018 (الجمعة) | عدل | تاريخ | راقب | تصفح |

| 1 يونيو 2018 (الجمعة) | عدل | تاريخ | راقب | تصفح |

| \| 2 يونيو 2018 (السبت) \| عدل \| تاريخ \| راقب \| تصفح \| |     |       |      |      |
| - رئيس الوزراء الأردني يرفض مطالب النقابات بسحب مشروع قانون الضرائب. - غارات إسرائيلية على مواقع للمقاومة الفلسطينية جنوب قطاع غزة. - شركة جوجل تُؤكد على أنها لن تُساعد حكومة الولايات المتحدة في صنع الطائرات بدون طيار كما تتوعد بعدم تعليمها أيا من الخوارزميات التي قد تُستعمل في العمليات العسكرية والحربية. |     |       |      |      |
| 2 يونيو 2018 (السبت) | عدل | تاريخ | راقب | تصفح |

| 2 يونيو 2018 (السبت) | عدل | تاريخ | راقب | تصفح |

| \| 3 يونيو 2018 (الأحد) \| عدل \| تاريخ \| راقب \| تصفح \| |     |       |      |      |
| - مايكروسوفت تُعلن شرائها لموقع غيت هاب دون الإعلان عن قيمة المبلغ أو العقد. - غرق سفينة صغيرة للمهاجرين قُرب جزيرة قرقنة في تونس يودي بحياة 48 شخص و67 آخرين لا زالوا مفقودين. - فرار حوالي 200 سجين من سجن متوسط الرقابة في منطقة مينا بنيجيريا. عملية الفرار تسبَّبت في مقتل ضابط واحد وجرح آخرين والسلطات تتحدث عن إيقاف 7 فقط من الهاربين من العدالة. |     |       |      |      |
| 3 يونيو 2018 (الأحد) | عدل | تاريخ | راقب | تصفح |

| 3 يونيو 2018 (الأحد) | عدل | تاريخ | راقب | تصفح |

| \| 4 يونيو 2018 (الإثنين) \| عدل \| تاريخ \| راقب \| تصفح \| |     |       |      |      |
| - استقالة رئيس الوزراء الأردني هاني الملقي على خلفية الاحتجاجات التي طالبته بالرحيل بسبب قانون الضريبة الجديد. - تكليف عمر الرزاز بتشكيل الحكومة الأردنية خلفا لهاني الملقي المستقيل. - رئيس مجلس النواب الأردني يرفض تمرير مشروع قانون ضريبة الدخل المعدل. - انتهاء القطيعة التي دامت نحو سبع سنوات بين مدينتي مصراتة وتاورغاء الليبيتين على خليفة دعم الأخيرة لنظام معمر القذافي قبل مقتله. - وفاة ثلاثة أطفال غرقاً في نهر الفرات بمدينة جرابلس في ريف حلب الشرقي. - اتفاق تركي أمريكي يقضي بدخول الثوار والجيش التركي لمنطقة منبج بريف حلب الشرقي خلال أيام. - متحدث باسم الحكومة التركية يُؤكد على أن تركيا قد تدخل قنديل في العراق في أي وقت إذا اقتضت الحاجة. - مقتل فلسطيني على يد جيش الاحتلال الإسرائيلي بزعم محاولته اجتياز الخط الأمني. - انفجار قنبلة في العاصمة الأفغانية كابول يُخلف سبع قتلى. جاء الهجوم بعد أقل من أسبوع من إصدار فتوى تُحرم مثل هذه الهجمات "الجهادية". - مايكروسوفت تُؤكد شرائها الموقع مفتوح المصدر غيت هاب مُقابل 7.5 مليار دولار أمريكي. - الرئيس الروسي فلاديمير بوتين يُوقع على قانون - بعدما صوت مجلس الدوما على مشروع القانون في 22 مايو ووافق عليه مجلس الدولة في 30 مايو - يوصي باتخاد إجراءات مضادة ضد الولايات المتحدة وغيرها من البلدان "غير الصديقة". |     |       |      |      |
| 4 يونيو 2018 (الإثنين) | عدل | تاريخ | راقب | تصفح |

| 4 يونيو 2018 (الإثنين) | عدل | تاريخ | راقب | تصفح |

| \| 5 يونيو 2018 (الثلاثاء) \| عدل \| تاريخ \| راقب \| تصفح \| |     |       |      |      |
| - السلطات المصرية تٌجدد حبس الصحفي محمود حسين لمدة 45 يوما للمرة الـ 14 على التوالي. - وحدات حماية الشعب الكردية تُعلن سحب مستشاريها العسكريين من مدينة منبج في سوريا. - البرلمان الإثيوبي يُعلن عن حالة طوارئ في كامل البلاد. - الأرجنتين تلغي مباراة منتخبها الودية مع المنتخب الإسرائيلي في القدس. - الإلغاء جاء نتيجة ضغط الفلسطينيين ومؤيديهم في كل من الأرجنتين وإسبانيا. - وكالة مهر الإيرانية تُؤكد مقتل مستشار عسكري بالحرس الثوري في اشتباكات بدرعا جنوب سوريا. |     |       |      |      |
| 5 يونيو 2018 (الثلاثاء) | عدل | تاريخ | راقب | تصفح |

| 5 يونيو 2018 (الثلاثاء) | عدل | تاريخ | راقب | تصفح |

| \| 6 يونيو 2018 (الأربعاء) \| عدل \| تاريخ \| راقب \| تصفح \| |     |       |      |      |
| - رئيس الوزراء التونسي يوسف الشاهد يُقيلُ وزير الداخلية على خلفية غرق مركب مهاجرين قبالة سواحل تونس. - رئيس الوزراء التونسي يُكلف وزير العدل غازي الجريبي مهام وزير الداخلية بالوكالة. - بنك الاستثمار الأوروبي يقرر دعم الشركات الأوروبية التي تريد العمل في إيران. - شركة بوينغ تُعلن أنها لن تسلِّم أي طائرة إلى إيران بعد العقوبات الأميركية الأخيرة. - مصرع 25 شخصا وفقدان العشرات إثر غرق قارب لاجئين قرب سواحل اليمن. - اشتباكات بين قوات سوريا الديمقراطية وعناصر من تنظيم الدولة الإسلامية (داعش) أثناء محاولة التنظيم التسلل إلى أطراف مدينة الرقة. - الحكومة السورية تُقرر إعادة فتح الطريق السريع الرابط بين حمص-حماة بعد أن كان مغلقا لمدة سبع سنوات. - انفجار سيارة مفخخة في مدينة الصدر شرق العاصمة العراقية بغداد يُخلَّفُ 18 قتيلا. |     |       |      |      |
| 6 يونيو 2018 (الأربعاء) | عدل | تاريخ | راقب | تصفح |

| 6 يونيو 2018 (الأربعاء) | عدل | تاريخ | راقب | تصفح |

| \| 7 يونيو 2018 (الخميس) \| عدل \| تاريخ \| راقب \| تصفح \| |     |       |      |      |
| - الرئيس الأفغاني أشرف عبد الغني يُعلن وقف إطلاق النار مع حركة طالبان. - العراق يُعلن توجيه ضربات جوية على مواقع لتنظيم الدولة داخل سوريا - الصليب الأحمر يعلن سحب 71 من موظفيه في اليمن بسبب الحوادث الأمنية والتهديدات. - العثور على شقيقة ملكة هولندا ماكسيما "ميتة". - مقتل 7 عناصر من فصيل الجبهة الوطنية للتحرير نتيجة استهداف سيارتهم من قبل مليشيات تابعة للنظام بصاروخ كورنيت على طريق جبل التركمان بريف اللاذقية. - 14 قتيل وأزيد من 100 جريح جراء قصف جوي للطائرات الروسية على قرية زردنا بريف إدلب. |     |       |      |      |
| 7 يونيو 2018 (الخميس) | عدل | تاريخ | راقب | تصفح |

| 7 يونيو 2018 (الخميس) | عدل | تاريخ | راقب | تصفح |

| \| 8 يونيو 2018 (الجمعة) \| عدل \| تاريخ \| راقب \| تصفح \| |     |       |      |      |
| - مقتل جندي أمريكي وإصابة 4 آخرين في هجوم بالصومال. - في يوم القدس _الجمعة الأخيرة من شهر رمضان_ آلاف الفلسطينيون يحتجون أمام على الحدود مع قطاع غزة ضد الاحتلال الإسرائيلي. - مقتل 4 فلسطينيين على يد الجيش الإسرائيلي في قطاع غزة خلال مسيرات العودة الكبرى. - تقرير سري أسترالي كشف أن عناصر من القوات الخاصة قد ارتكبت جرائم حرب خلال وجودها في أفغانستان. - فيسبوك يكشف على أن خللا تقنيا أصاب الموقع في شهر مايو/أيار الماضي تسبب في إظهار منشورات أزيد من 14 مليون حساب للعامة. - ناسا تُعلن العثور على مواد عضوية على سطح المريخ. - اندلاع اشتباكات بين الفصائل السورية الثورية وتنظيم الدولة الإسلامية (داعش) في بلدة السويداء. |     |       |      |      |
| 8 يونيو 2018 (الجمعة) | عدل | تاريخ | راقب | تصفح |

| 8 يونيو 2018 (الجمعة) | عدل | تاريخ | راقب | تصفح |

| \| 9 يونيو 2018 (السبت) \| عدل \| تاريخ \| راقب \| تصفح \| |     |       |      |      |
| - حركة طالبان تُعلن وقفا مؤقتا لإطلاق النار ضد القوات الأفغانية وذلك لمدة ثلاث أيام بسبب عيد الفطر وتستثني من هذا القوات الأجنبية الموجودة على الأراضي الأفغانية. - انعقاد القمة الثامنة عشر لرؤساء مجلس الدول في منظمة شنغهاي للتعاون في مدينة تشينغداو بالصين. - السلطات في السعودية تعتقل الناشطة الحقوقية نوف عبد العزيز بعد أسابيع قليلة من اعتقال ثمانية ناشطات نسويات أخريات. - السلطات في ألمانيا تُصدر مذكرة توقيف دولية بحق جميل حسن رئيس إدارة المخابرات الجوية بتهم قتل وتعذيب. - الحرس الثوري الإيراني يُعلن مقتل 7 أشخاص من خلية وصفها "بالإرهابية" في مدينة آشنويه بمحافظة أذربيجان الغربية. - قراصنة من الصين يستولون على قاعدة بيانات بحجم 616 جيجابايت بخصوص تطوير صاروخ بحر-بحر تابع للبحرية الأمريكية. |     |       |      |      |
| 9 يونيو 2018 (السبت) | عدل | تاريخ | راقب | تصفح |

| 9 يونيو 2018 (السبت) | عدل | تاريخ | راقب | تصفح |

| \| 10 يونيو 2018 (الأحد) \| عدل \| تاريخ \| راقب \| تصفح \| |     |       |      |      |
| - طيران النظام يستهدف بالصواريخ مدينة أريحا بريف إدلب الجنوبي. - الدفاع المدني السوري يُؤكد ارتفاع حصيلة القصف الروسي في زردنا شمال إدلب قبل يومين إلى 48 قتيل. - غارات جوية للنظام السوري على مدينة بنش بريف إدلب. - خروج مشفى النور للأطفال ببلدة تفتناز عن الخدمة بعد استهدافه بغارة جوية وارتفاع حصيلة "المجزرة" إلى 10 قتلى وعدد من الجرحى. - حريق بمخزن يضم أجهزة إلكترونية ووثائق لمفوضية الانتخابات ببغداد. - الزعيم الكوري الشمالي كيم جونغ أون والرئيس الأمريكي دونالد ترامب يصلان سنغافورة تمهيدا "للقمة التاريخية". - رافاييل نادال يتغلب على دومينيك ثيم في النهائي ويُتوج باللقب الحادي عشر له في بطولة رولان جاروس. |     |       |      |      |
| 10 يونيو 2018 (الأحد) | عدل | تاريخ | راقب | تصفح |

| 10 يونيو 2018 (الأحد) | عدل | تاريخ | راقب | تصفح |

| \| 11 يونيو 2018 (الإثنين) \| عدل \| تاريخ \| راقب \| تصفح \| |     |       |      |      |
| - منظمة أطباء بلا حدود تقول إن التحالف العسكري الذي تقوده السعودية قد استهدف أحد مراكزها في حجة باليمن. - قطر ترفع دعوى قضائية على الإمارات أمام محكمة العدل الدولية على خلفية انتهاكات "خطيرة" لحقوق الإنسان خلال الأزمة الديبلوماسية معها. - مقتل 12 شخا وإصابة أكثر من 30 في هجوم انتحاري أمام مدخل وزارة التنمية الريفية غرب العاصمة الأفغانية كابول. - دول الخليج وفي مقدمتها السعودية، الإمارات ثم الكويت تتعهد بتقديم مساعدة للأردن حجمها 2.5 مليار دولار على خلفية الأزمة التي ألمت به. - لجنة الخارجية والأمن بالكنيست تُصادقُ على حسم مبالغ الأضرار في محيط غزة من عوائد الفلسطينيين. - طعن إسرائيلية في مدينة العفولة وقوات الاحتلال تعتقل شاباً فلسطينياً من جنين. - سلسلة انفجارات تضرب منطقة القطيفة بريف دمشق. - مقتل مدنيين اثنين وإصابة آخرين جراء غارة جوية صباح اليوم على مدينة بنش بريف إدلب الشمالي. - قصف صاروخي منتصف الليل يستهدف قرية الصخر في ريف حماة الشمالي. - الطيران الحربي يستهدف فجر اليوم بعدة غارات بلدة تفتناز في ريف إدلب الشمالي. - واشنطن تفرض عقوبات على خمسة كيانات وثلاثة شخصيات روسية. |     |       |      |      |
| 11 يونيو 2018 (الإثنين) | عدل | تاريخ | راقب | تصفح |

| 11 يونيو 2018 (الإثنين) | عدل | تاريخ | راقب | تصفح |

| \| 12 يونيو 2018 (الثلاثاء) \| عدل \| تاريخ \| راقب \| تصفح \| |     |       |      |      |
| - مقتل 12 مدنياً في غارات للتحالف الدولي على قرية تل الشاير بريف الحسكة الجنوبي الشرقي في سوريا. - الجيش التركي يُعلن تدمير 12 هدفا بضربات جوية شمال العراق. - الرئيسان الأميركي والكوري الشمالي يُوقعان وثيقة مشتركة في ختام قمتهما في سنغافورة. - الجيش الليبي يُؤكد سقوط ضحايا مدنيين في هجوم انتحاري مزدوج وقع فجراً في منطقة شيحا في مدينة درنة شرق البلاد. |     |       |      |      |
| 12 يونيو 2018 (الثلاثاء) | عدل | تاريخ | راقب | تصفح |

| 12 يونيو 2018 (الثلاثاء) | عدل | تاريخ | راقب | تصفح |

| \| 13 يونيو 2018 (الأربعاء) \| عدل \| تاريخ \| راقب \| تصفح \| |     |       |      |      |
| - التحالف العربي يشنُّ هجوما على محافظة الحديدة في اليمن من أجل استرجاعها واسترجاع مينائها الذي يُسيطر عليه الحوثيون منذ عام 2015 تقريبا. - كوريا الجنوبية تُبدي رغبتها في تقليص عدد الجنود الأمريكان على أراضيها في حالة ما التزمت كوريا الشمالية بتعهداتها عقب القمة مع الولايات المتحدة. - كونغرس الفيفا يُقرر منح شرف تنظيم مونديال 2026 للملف الثلاثي الأمريكي-المكسيكي-الكندي بعدما حصل على 134 صوتا مُقابلَ 65 فقط للملف المغربي. - دي ميستورا يُؤكد على عقد اجتماع تركي روسي إيراني الأسبوع المقبل بشأن بحث تشكيل لجنة دستورية سورية. - قطر تُعلن عن حزمة من الاستثمارات في الأردن بقيمة 500 مليون دولار عقب الأزمة الاقتصادية التي تمر بها المملكة. - الجمعية العامة للأمم المتحدة تصوت لصالح مشروع قرار بشأن توفير الحماية الدولية للفلسطينيين بأغلبية 120 صوتا مقابل 8. - مشروع القرار يدين إسرائيل لاستخدامها القوة المفرطة ضد المدنيين الفلسطينيين في قطاع غزة. |     |       |      |      |
| 13 يونيو 2018 (الأربعاء) | عدل | تاريخ | راقب | تصفح |

| 13 يونيو 2018 (الأربعاء) | عدل | تاريخ | راقب | تصفح |

| \| 14 يونيو 2018 (الخميس) \| عدل \| تاريخ \| راقب \| تصفح \| |     |       |      |      |
| - حكومة مصطفى مدبولي تُؤدي اليمين أمام الرئيس المصري عبد الفتاح السيسي. - الطيران الحربي الروسي يشن خمس غارات جوية بالصواريخ الفراغية على منطقة الليرمون غرب مدينة حلب. - اتفاق تركي أمريكي جديد حول منبج تقضي بطرد مليشيات قوات سوريا الديمقراطية من منبج وسحب كافة الاسلحة الأمريكية من المنطقة. - انتصار المنتخب الروسي المُضيف على نظيره السعودي بخمسة أهداف نظيفة في المباراة الافتتاحية لكأس العالم نُسخة 2018. |     |       |      |      |
| 14 يونيو 2018 (الخميس) | عدل | تاريخ | راقب | تصفح |

| 14 يونيو 2018 (الخميس) | عدل | تاريخ | راقب | تصفح |

| \| 15 يونيو 2018 (الجمعة) \| عدل \| تاريخ \| راقب \| تصفح \| |     |       |      |      |
| - وزارة الدفاع الأفغانية تُؤكد مقتل زعيم تنظيم طالبان باكستان الملا فضل الله في غارة جوية بطائرة بدون طيار في ولاية كنر يوم 13 يونيو من هذا العام. - الولايات المتحدة تفرض ضرائب بنسبة 50% على مجموعة من المنتجات الصينية. - 6 قتلى بينهم طفل وامرأة في قصف للقوات الحكومية السورية على محافظة درعا _ضمن مناطق خفض التصعيد_ مع تزامن عيد الفطر في سوريا. - بورس بيكر لاعب التنس الألماني السابق يطلب تمتيعه بحصانة دبلوماسية من أجل مواجهة إفلاسه. |     |       |      |      |
| 15 يونيو 2018 (الجمعة) | عدل | تاريخ | راقب | تصفح |

| 15 يونيو 2018 (الجمعة) | عدل | تاريخ | راقب | تصفح |

| \| 16 يونيو 2018 (السبت) \| عدل \| تاريخ \| راقب \| تصفح \| |     |       |      |      |
| - مقتل 26 شخصا في تفجير انتحاري في جلال آباد بأفغانستان. - مكتب الرئيس الأفغاني يُعلن إطلاق سراح 46 من سجناء طالبان. - التحالف العربي بقيادة السعودية يُسيطر على مطار الحديدة الدولي بعد انسحاب الحوثيين منه، وأنباء عن مقتل أزيد من 280 شخص في الأيام الأربعة الأخيرة. - إصابة 8 أشخاص في روسيا عقب دهسم بسيارة أجرة تزامنا مع المونديال. |     |       |      |      |
| 16 يونيو 2018 (السبت) | عدل | تاريخ | راقب | تصفح |

| 16 يونيو 2018 (السبت) | عدل | تاريخ | راقب | تصفح |

| \| 17 يونيو 2018 (الأحد) \| عدل \| تاريخ \| راقب \| تصفح \| |     |       |      |      |
| - هجوم انتحاري قي ولاية بورنو شمال شرقي نيجيريا يتسبب في مقتل ما لا يقل عن 30 شخصا. - غارات جوية للتحالف العسكري على مدينة الحديدة التي تُسيطر عليها حركة أنصار الله. - طيران التحالف الدولي يقصف مجموعة من القرى جنوب شرق البوكمال في محافظة دير الزور بسوريا. - القوات الحكومية السورية تستهدف بعض مناطق خفض التوتر بما في ذلك ريف درعا والقنيطرة. - منتخب المكسيك يتفوق على نظيره الألماني حامل اللقب بهدف نظيف في كأس العالم 2018. |     |       |      |      |
| 17 يونيو 2018 (الأحد) | عدل | تاريخ | راقب | تصفح |

| 17 يونيو 2018 (الأحد) | عدل | تاريخ | راقب | تصفح |

| \| 18 يونيو 2018 (الإثنين) \| عدل \| تاريخ \| راقب \| تصفح \| |     |       |      |      |
| - سلاح الجو الإسرائيلي يقصف عدة مواقع في قطاع غزة دون وقوع إصابات. - إسرائيل تعتقل الوزير السابق غونين سيغيف بتُهمة التخابر مع إيران. - انفجار قُنبلة في كينيا يُخلف 8 قتلى من قوات الأمن. |     |       |      |      |
| 18 يونيو 2018 (الإثنين) | عدل | تاريخ | راقب | تصفح |

| 18 يونيو 2018 (الإثنين) | عدل | تاريخ | راقب | تصفح |

| \| 19 يونيو 2018 (الثلاثاء) \| عدل \| تاريخ \| راقب \| تصفح \| |     |       |      |      |
| - اشتعال النيران في محرك طائرة كانت تُقل منتخب السعودية في روستوف أون دون قُبيل مباراة هذه الأخيرة أمام أوروغواي لحساب الجولة الثانية من المجموعة الأولى في كأس العالم. - الولايات المتحدة تُعلن انسحابها من مجلس حقوق الإنسان التابع للأمم المتحدة. |     |       |      |      |
| 19 يونيو 2018 (الثلاثاء) | عدل | تاريخ | راقب | تصفح |

| 19 يونيو 2018 (الثلاثاء) | عدل | تاريخ | راقب | تصفح |

| \| 20 يونيو 2018 (الأربعاء) \| عدل \| تاريخ \| راقب \| تصفح \|                                       |     |       |      |      |
| - الصين تُعرب عن أسفها بسبب قرار الولايات المتحدة الانسحاب من مجلس حقوق الإنسان التابع للأمم المتحدة. |     |       |      |      |
| 20 يونيو 2018 (الأربعاء)                                                                             | عدل | تاريخ | راقب | تصفح |

| 20 يونيو 2018 (الأربعاء) | عدل | تاريخ | راقب | تصفح |

| \| 21 يونيو 2018 (الخميس) \| عدل \| تاريخ \| راقب \| تصفح \|                                                                |     |       |      |      |
| - رفع دعوى قضائية رسمية ضد سارة نتنياهو زوجة رئيس وزراء إسرائيل بنيامين نتنياهو بتهمة الاحتيال وإساءة استخدام أموال الدولة. |     |       |      |      |
| 21 يونيو 2018 (الخميس) | عدل | تاريخ | راقب | تصفح |

| 21 يونيو 2018 (الخميس) | عدل | تاريخ | راقب | تصفح |

| \| 22 يونيو 2018 (الجمعة) \| عدل \| تاريخ \| راقب \| تصفح \| |     |       |      |      |
| - البنتاغون يُعلن رسمياً عن إلغاء المناورات العسكرية مع كوريا الجنوبية وذلك عقب عقد "القمة التاريخية" بين رئيس الولايات المتحدة دونالد ترامب والزعيم الكوري الشمالي كيم جونغ أون. - مالطا توافق على استقبال 234 مهاجر أفريقي قادم من هولندا. |     |       |      |      |
| 22 يونيو 2018 (الجمعة) | عدل | تاريخ | راقب | تصفح |

| 22 يونيو 2018 (الجمعة) | عدل | تاريخ | راقب | تصفح |

| \| 23 يونيو 2018 (السبت) \| عدل \| تاريخ \| راقب \| تصفح \| |     |       |      |      |
| - الحكومة السورية تُعلن عن بدأ عملية عسكرية في مدينة درعا التي تُعد من مناطق خفض التصعيد. - مقتل شخصين وإصابة 156 آخرين خلال تفجير استهدف رئيس وزراء إثيوبيا آبي أحمد علي. |     |       |      |      |
| 23 يونيو 2018 (السبت) | عدل | تاريخ | راقب | تصفح |

| 23 يونيو 2018 (السبت) | عدل | تاريخ | راقب | تصفح |

| \| 24 يونيو 2018 (الأحد) \| عدل \| تاريخ \| راقب \| تصفح \| |     |       |      |      |
| - طائرات حربية روسية تقصف عدة مناطق في شرق درعا للمرة الأولى منذ إعلان خفض التصعيد. - 16 من قادة وزعماء الاتحاد الأوروبي يُقررون عقد قمة طارئة يوم 28 يونيو لمناقشة أزمة المهاجرين. - الناخبون في تركيا يتوجهون لصناديق الاقتراع من أجل المشاركة في الانتخابات الرئاسية. |     |       |      |      |
| 24 يونيو 2018 (الأحد) | عدل | تاريخ | راقب | تصفح |

| 24 يونيو 2018 (الأحد) | عدل | تاريخ | راقب | تصفح |

| \| 25 يونيو 2018 (الإثنين) \| عدل \| تاريخ \| راقب \| تصفح \| |     |       |      |      |
| - تجمع لحشد غفير من المواطنين الإيرانيين في بازار طهران الكبير بالعاصمة طهران للاحتجاج على سياسات حكومة الرئيس حسن روحاني. - عضو البرلمان الإيراني محمد جواد فتحي يُقدم استقالته ويُؤكد في نفس الوقت أنه فقد الأمل في تغيير النظام الحالي. - الشرطة الاتحادية في إثيوبيا تُعلن اعتقال 30 شخصاً يشتبه في تورطهم في تفجير مجمع الرئيس آبي أحمد. جذير بالذكر أن الهجوم تسبَّب في مقتل اثنين واصابة 156 آخرين. |     |       |      |      |
| 25 يونيو 2018 (الإثنين) | عدل | تاريخ | راقب | تصفح |

| 25 يونيو 2018 (الإثنين) | عدل | تاريخ | راقب | تصفح |

| \| 26 يونيو 2018 (الثلاثاء) \| عدل \| تاريخ \| راقب \| تصفح \| |     |       |      |      |
| - الجيش السوري مدعوما بفيلق القدس الإيراني وجماعات مرتزقة أخرى يستولي على بلدة بصر الحرير الاستراتيجية في جنوب محافظة درعا ونزوح حوالي 45،000 في المنطقة بسبب القتال الأخير. - الوكالة العربية السورية للأنباء _التابعة للنظام السوري_ تُؤكد على أن الطائرات الحربية الإسرائيلية قصفت بصاروخين مطار دمشق الدولي مما تسبب في خسائر مادية سورية وإيرانية. - سلاح الجو الإسرائيلي يُغير على مناطق متفرقة في قطاع غزة بدعوى "ردع" الشبان الذين يستعملون الطائرات الورقية الحارقة في استهداف الاحتلال. - دخول الاحتجاجات في إيران يومها الثاني لا سيما في العاصمة طهران وذلك بعد توافد آلاف المتظاهرين إلى الشوارع عقب انهيار العملة الإيرانية والرئيس حسن روحاني يظهر في بث مباشر على التلفزيون الرسمي ويتهم وسائل إعلام أجنبية "بالدعاية" ثم يُؤكد في نفس الوقت على أن الولايات المتحدة تشنُّ حربا نفسية واقتصادية وسياسة ضد إيران بيتما يُلقي المتظاهرون اللوم على الحكومة الإيرانية كونها أنفقت الملايير من الدولارات في النزاعات الأجنبية بما في ذلك دعمها للنظام السوري بقيادة بشار الأسد. - الاحتجاجات هي الأكبر من نوعها في طهران منذ احتجاجات خوزستان التي اندلعت في 2011-2012. |     |       |      |      |
| 26 يونيو 2018 (الثلاثاء) | عدل | تاريخ | راقب | تصفح |

| 26 يونيو 2018 (الثلاثاء) | عدل | تاريخ | راقب | تصفح |

| \| 27 يونيو 2018 (الأربعاء) \| عدل \| تاريخ \| راقب \| تصفح \|                                                    |     |       |      |      |
| - الشرطة في نيو ساوث ويلز بأستراليا تُصنفُ 27 من جرائم القتل التي حصلت ما بين 1976 و2000 كجرائم كراهية ضد المثليين. |     |       |      |      |
| 27 يونيو 2018 (الأربعاء)                                                                                          | عدل | تاريخ | راقب | تصفح |

| 27 يونيو 2018 (الأربعاء) | عدل | تاريخ | راقب | تصفح |

| \| 28 يونيو 2018 (الخميس) \| عدل \| تاريخ \| راقب \| تصفح \| |     |       |      |      |
| - الكرملين يُؤكد على عقد قمة بين الرئيس الروسي فلاديمير بوتين والرئيس الأمريكي دونالد ترامب في العاصمة الفنلندية هلسنكي بتاريخ 16 يوليو 2018. - الأمم المتحدة توقف قوافل المساعدة من الأردن إلى درعا بسبب هجوم قوات النظام وحلفائه على المنطقة. - ضربات جوية لطائرات حربية سورية وروسية على مدينة درعا خلَّفت مقتل ما لا يقل عن 46 شخصا من بينهم أطفال في ظرف يومين فقط. - الرئيس الروسي فلاديمير بوتين يُؤكدُ على سحب 1140 عسكريا و13 طائرة حربية من سوريا خلال الأيام القليلة الماضية. - حريق ضخم في مدينة نيروبي بكينيا يتسبب في مقتل 15 شخصا على الأقل وجرح عشرات آخرين. |     |       |      |      |
| 28 يونيو 2018 (الخميس) | عدل | تاريخ | راقب | تصفح |

| 28 يونيو 2018 (الخميس) | عدل | تاريخ | راقب | تصفح |

| \| 29 يونيو 2018 (الجمعة) \| عدل \| تاريخ \| راقب \| تصفح \| |     |       |      |      |
| - لوكسمبورغ تُقنن استعمال القنب الطبي.                        |     |       |      |      |
| 29 يونيو 2018 (الجمعة)                                       | عدل | تاريخ | راقب | تصفح |

| 29 يونيو 2018 (الجمعة) | عدل | تاريخ | راقب | تصفح |

| \| 30 يونيو 2018 (السبت) \| عدل \| تاريخ \| راقب \| تصفح \|                                   |     |       |      |      |
| - احتجاجات سلمية في إيران بسبب النقص الشديد في الماء في جنوب إيران وبالتحديد في مدينة خرمشهر. |     |       |      |      |
| 30 يونيو 2018 (السبت)                                                                         | عدل | تاريخ | راقب | تصفح |

| 30 يونيو 2018 (السبت) | عدل | تاريخ | راقب | تصفح |